# Казе Алавена (Империја)
Казе Алавена је насеље у Италији у округу Империја, региону Лигурија.
Према процени из 2011. у насељу је живело 284 становника. Насеље се налази на надморској висини од 63 м.